# 대한민국 상법 제393조
대한민국 상법 제393조는 이사회의 권한에 대한 상법 회사법의 조문이다.

## 조문
제393조 (이사회의 권한) ① 중요한 자산의 처분 및 양도, 대규모 재산의 차입, 지배인의 선임 또는 해임과 지점의 설치·이전 또는 폐지 등 회사의 업무집행은 이사회의 결의로 한다.

②이사회는 이사의 직무의 집행을 감독한다.

③이사는 대표이사로 하여금 다른 이사 또는 피용자의 업무에 관하여 이사회에 보고할 것을 요구할 수 있다.

④이사는 3월에 1회 이상 업무의 집행상황을 이사회에 보고하여야 한다.

第393條 (理事會의 權限) ① 중요한 자산의 처분 및 讓渡, 대규모 재산의 借入, 支配人의 選任 또는 解任과 支店의 設置·移轉 또는 폐지 등 회사의 업무집행은 理事會의 決議로 한다.

②理事會는 理事의 職務의 執行을 監督한다.

③理事는 대표이사로 하여금 다른 理事 또는 피용자의 업무에 관하여 理事會에 보고할 것을 요구할 수 있다.

④理事는 3월에 1회 이상 업무의 집행상황을 理事會에 보고하여야 한다.

## 사례
- 병은 친구인 乙이 대표이사로 있던 甲주식회사에 5억원을 빌려주었는데 乙이 대표이사직을 사임한 이후 변제기가 도래하여 甲주식회사에 위 대여금의 변제를 청구하였으나, 乙이 이사회의 결의사항인 금전차용을 이사회의 결의 없이 행하였으므로 甲주식회사는 지급책임이 없다고 주장하며 변제를 거절하고 있은 경우, 甲주식회사 측에서 본건 차입 당시 甲주식회사의 대표이사였던 乙이 이사회의 결의를 거치지 않고 본건 차입행위를 하였다는 점을 입증하지 못하는 한, 병이 甲주식회사에 대하여 위 대여금을 청구함에는 지장이 없을 것으로 보인다[1].

- 제주개발공사사장이 ‘공사의 사업계획’과 ‘중요한 대행사업의 수탁, 위탁 등에 관한 사항’은 반드시 이사회의 의결을 거치도록 한 규정을 무시하고 ㈜농심과 불공정한 판매협약을 체결하였다면, 농심이 그와 같은 이사회결의가 없었음을 알았거나 알 수 있었을 경우라면 그 거래행위는 무효이다[2].

## 판례

### 중요한 자산의 처분
- 중요한 자산의 처분에 해당하는가 아닌가는 당해 재산의 가액, 총자산에서 차지하는 비율, 회사의 규모, 회사의 영업 또는 재산의 상황, 경영상태, 자산의 보유목적, 회사의 일상적 업무와 관련성, 당해 회사에서의 종래의 취급 등에 비추어 대표이사의 결정에 맡기는 것이 상당한지 여부에 따라 판단하여야 할 것이고, 중요한 자산의 처분에 해당하는 경우에는 이사회가 그에 관하여 직접 결의하지 아니한 채 대표이사에게 그 처분에 관한 사항을 일임할 수 없는 것이므로 이사회규정상 이사회 부의사항으로 정해져 있지 아니하더라도 반드시 이사회의 결의를 거쳐야 한다.[3]

### 주주의 의결권 행사에 대한 내용의 이사회결의의 효력
- 소유와 경영의 분리를 원칙으로 하는 주식회사에서 주주는 주주총회 결의를 통하여 회사 경영을 담당할 이사의 선임과 해임 및 회사의 합병, 분할, 영업양도 등 법률과 정관이 정한 회사의 기초 내지는 영업조직에 중대한 변화를 초래하는 사항에 관한 의사결정을 하기 때문에, 이사가 주주의 의결권행사를 불가능하게 하거나 현저히 곤란하게 하는 것은 주식회사 제도의 본질적 기능을 해하는 것으로서 허용되지 아니하고, 그러한 것을 내용으로 하는 이사회결의는 무효로 보아야 한다[4].

## 참고 문헌
- 테마진단-소수주주권 강화 능사 아니다 매일경제 2000-12-28

## 같이 보기
- 이사회
- 선관주의의무